# Измайловское
1. перенаправление Измайловское (значения)